# Liste der Kreisstraßen im Landkreis Germersheim
Die Liste der Kreisstraßen im Landkreis Germersheim ist eine Auflistung der Kreisstraßen im rheinland-pfälzischen Landkreis Germersheim.

## Abkürzungen
- K: Kreisstraße
- L: Landesstraße

## Liste
Die Kreisstraßen behalten die ihnen zugewiesene Nummer in der Regel nicht bei einem Wechsel in einen anderen Landkreis oder in eine kreisfreie Stadt. Nicht vorhandene bzw. nicht nachgewiesene Kreisstraßen werden in Kursivdruck gekennzeichnet, ebenso Straßen und Straßenabschnitte, die unabhängig vom Grund (Herabstufung zu einer Gemeindestraße oder Höherstufung) keine Kreisstraßen mehr sind. 
Der Straßenverlauf wird in der Regel von Nord nach Süd und von West nach Ost angegeben.
| Nr.  | Verlauf |
| ---- | --- |
| K 1  | (K 38 im Landkreis Südliche Weinstraße) – Kreisgrenze – – K 3 – L 540 in Zeiskam                                                             |
| K 2  | – K 3 in Oberlustadt |
| K 3  | K 1 – Oberlustadt – K 2 – Niederlustadt – K 4 – L 507                                                                                        |
| K 4  | L 507 in Weingarten (Pfalz) – K 32 – K 3 in Niederlustadt                                                                                    |
| K 5  | L 537 in Schwegenheim – Kreisgrenze – (K 25 im Rhein-Pfalz-Kreis)                                                                            |
| K 8  | /L 509 – L 552 in Hördt |
| K 9  | L 553 in Kuhardt – Hardtwald – L 549 |
| K 10 | (K 44 im Landkreis Südliche Weinstraße) – Kreisgrenze – Hatzenbühl – K 11 – L 549 – Jockgrim – L 540                                         |
| K 11 | (K 62 im Landkreis Südliche Weinstraße) – Kreisgrenze – Hatzenbühl – K 10 – L 549 – L 540 in Rheinzabern                                     |
| K 12 | L 554 in Steinweiler – in Winden |
| K 14 | (K 25 im Landkreis Südliche Weinstraße) – Kreisgrenze – K 15 in Vollmersweiler                                                               |
| K 15 | (K 24 im Landkreis Südliche Weinstraße) – Kreisgrenze – Vollmersweiler – K 14 – Schaidt – L 546 – K 23 – K 24 – K 16 – – K 19 – Langenberg – |
| K 16 | in Minfeld – K 15 – Büchelberg – K 17 – Scheibenhardt – L 545 – Bundesgrenze – (D 403 im Departement Niederrhein, Frankreich)                |
| K 17 | K 16 in Büchelberg – K 22 – |
| K 18 | – K 19 |
| K 19 | in Langenberg – K 18 – L 540 |
| K 20 | L 540 in Neulauterburg – Berg (Pfalz) – L 556                                                                                                |
| K 22 | K 17 in Büchelberg – L 540 |
| K 23 | K 15 in Schaidt – L 545 |
| K 24 | L 546 in Freckenfeld – K 15 |
| K 25 | L 540 – Hafen Wörth |
| K 27 | /L 539 – L 552 |
| K 29 | Insel Grün – in Germersheim |
| K 31 | /L 537 – Lingenfeld – L 507 – / – L 539/L 550 in Germersheim                                                                                 |
| K 32 | – L 507 in Weingarten (Pfalz) |